# Bredskär, Umeå kommun

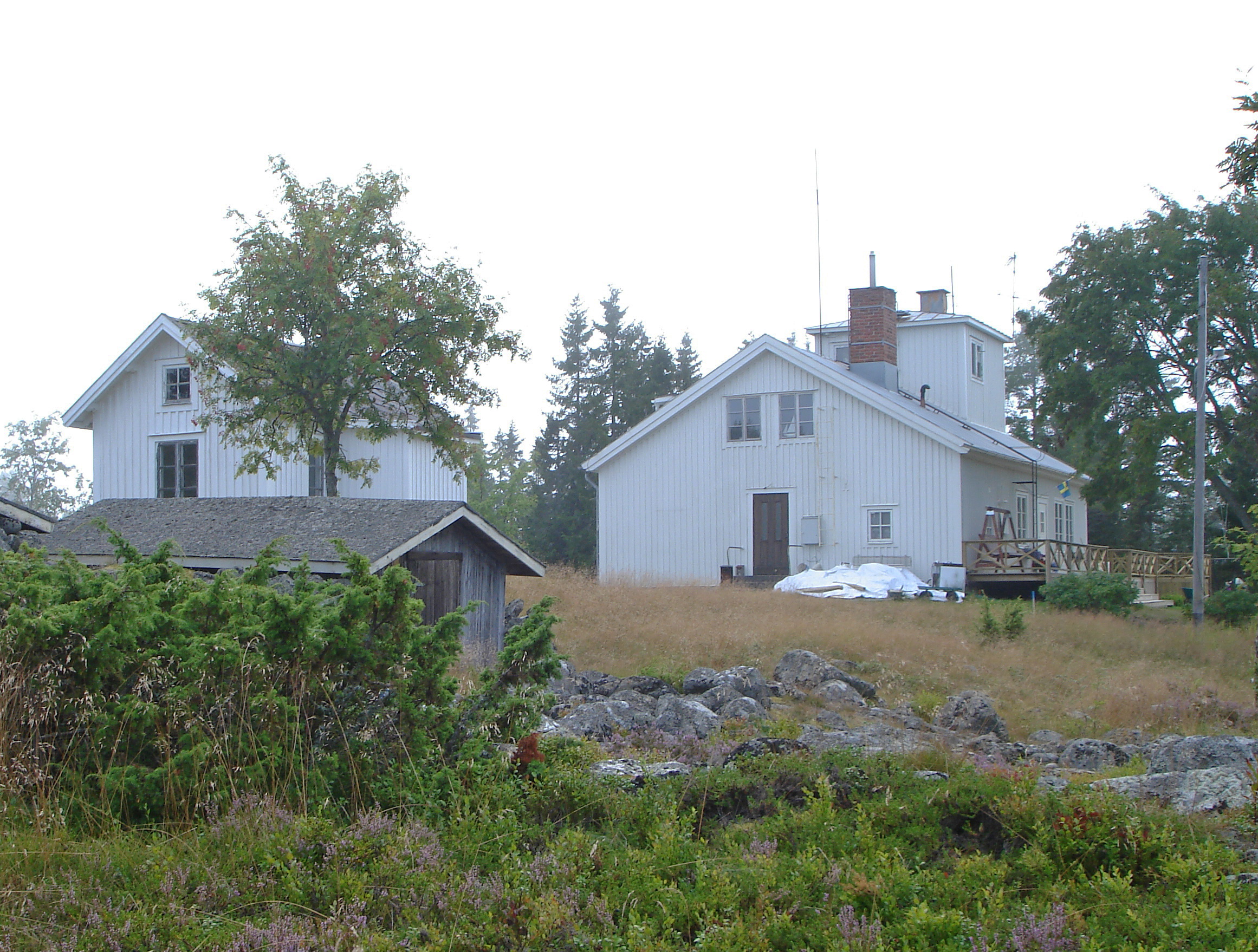
Lotsuppassningshuset, uppfört 1859 och ombyggt på 1950-talet. Det vita huset till vänster är bagarstugan från 1878.

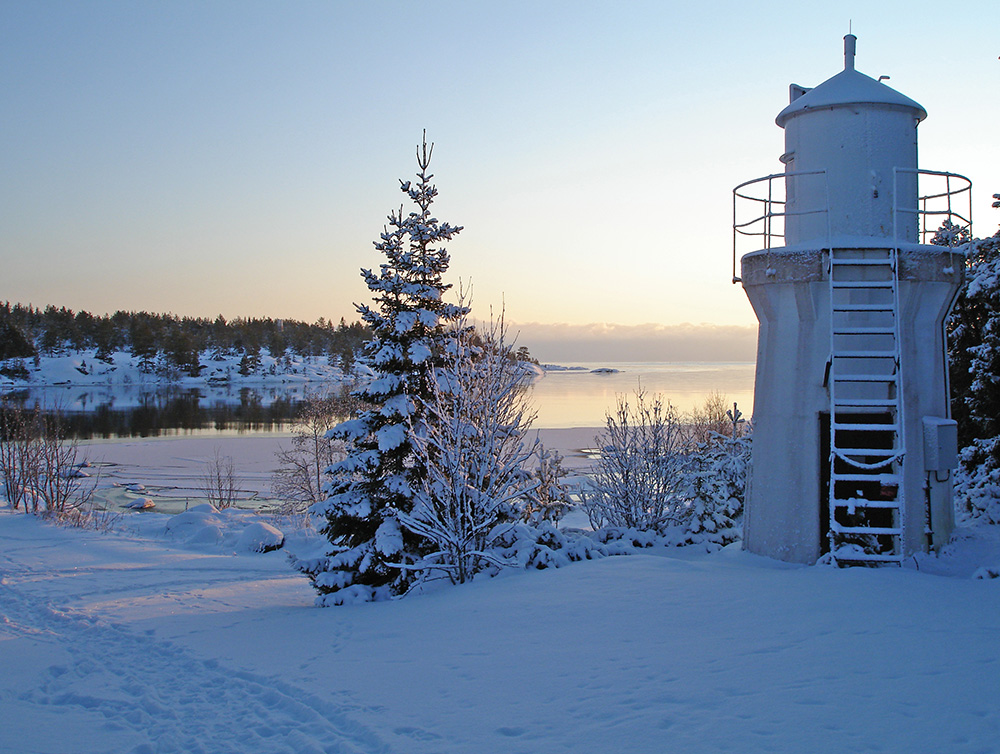
Bredskärssund från Obbolasidan i januari 2012. Bredskär är ön på andra sidan sundet. Till höger står fyren Bredskärssund Nedre, som är ett byggnadsminne sedan 2008.

Bredskär är en ö strax utanför Obbolaön i Umeå kommun där det 1781–1984 fanns en lotsstation för sjöfart till och från Umeå hamn samt 1964–1997 en försvarsanläggning för kustartilleriet. Ön är 800 meter lång och 500 meter bred och skiljs från Obbolaön genom det knappt 200 meter breda Bredskärssund. Idag finns endast fritidshus på ön. 

## Fornlämningar
På Bredskär finns en ovanligt stor och väl bevarad labyrint som är byggd av rundade stenar i 16 varv. Den upptar en yta på nästan 15x12 meter. Labyrinten har daterats till omkring 1630 genom lichenometri.

## Lots- och tullstation
År 1780 ansökte borgerskapet i Umeå hos Kungl. Maj:t om att få förlägga stadens tullstation till Bredskär i stället för som tidigare Ratan fyra mil längre norrut. Detta beviljades 1781 och så anlades en lotsstuga med vaktrum för tullpersonalen på Bredskär. År 1849 fanns på Bredskär en lotsålderman, en mästerlots samt två sekundlotsar, och 1867 var antalet lotsar sex.
År 1859 revs lotsstugan och ett nytt hus uppfördes på samma plats. Det byggdes om 1950 och fick en utbyggnad på taket 1957. Huset står fortfarande kvar och är nu i privat ägo. Intill finns en bagarstuga uppförd 1878. Under 1800-talets första hälft utfördes mellan 40 och 100 lotsningar per år från Bredskär. Under andra halvan av 1800-talet steg antalet till 200–400. På 1960-talet utfördes i medeltal mer än 1 100 lotsningar per år. År 1984 flyttades lotsverksamheten från Bredskär till Umeå hamn i Holmsund, dit det fanns vägförbindelse.

## Fyrar och kummel
På Bredskärs sydvästra del fanns 1852 två spirbåkar som bildade en enslinje för infarten i Bredskärssund. Dessa ersattes 1867 med två stenkummel. På kumlen sattes 1876 upp fyrlyktor för att vägleda fartygen även nattetid. Året därpå byggdes ensfyrarna Bredskärssund nedre och Bredskärssund övre på andra sidan Bredskärssund, på Obbolaön, varefter kumlen åter blev dagmärken. Kumlen finns kvar och är målade vita med rött mittbälte. Det övre kumlet har en träöverbyggnad som ger märket en total höjd om fyra meter. På det nedre står en stång med en röd fyrkantig tavla. De båda kumlen bildar en enslinje 019 grader. 
På Bredskärs nordöstra del står två fyrar, Bredskär övre och Bredskär nedre, som bildar en enslinje för den yttre delen av infarten till Umeå hamn. Dessa fyrar anlades 1907. År 1922 hade fyrarna AGA-ljus med lins av 6:e ordningen. År 1955 försågs fyrarna med elektriskt ljus med AGA-gasreserv. Bredskär nedre har fortfarande kvar sin gamla byggnad i form av en plåtkur, men den har försetts med en röd fyrkantig tavla med gult vertikalt fält. Bredskär övre har varit ett betydligt högre fyrhus men består nu endast av en mast med röd fyrkantig tavla med gult vertikalt fält.

## Artilleribatteri
År 1964 anlades för det svenska kustartilleriet ett batteri på Bredskär som tillsammans med det på Holmögadd skulle skydda inloppet till Umeå hamn och avvärja fientliga styrkors framträngande i Norra Kvarken. Batteriet bestod av tre halvautomatiska 7,5 cm tornpjäser av modell 1957, med en räckvidd på 12 000 meter och en eldhastighet på 25 skott i minuten. De tre pjäserna och ledningscentralen förbands med underjordiska gångar. Anläggningen lades ned 1997 till följd av 1996 års försvarsbeslut. Sommaren 1998 började nedmonteringen och plomberingen av alla anläggningar, ett arbete som avslutades omkring 2000. Bredskär, som dittills varit militärt skyddsområde med landstigningsförbud, blev därefter tillgängligt för allmänheten.